# IPAI-33 Gaivota
Unter dem Projektnamen IPAI-33 Gaivota wurde ab 1991 in Brasilien an einem einmotorigen Amphibienflugzeug gearbeitet.

## Geschichte und Konstruktion
Die Maschine wurde an der Escola de Engenharia de Sâo Carlos unter der Leitung von Romeu Corsini entwickelt. Ab 1991 wurde  an der Maschine gearbeitet, die Arbeiten jedoch nie abgeschlossen. Das Flugzeug war als abgestrebter Schulterdecker mit doppelten Leitwerksträgern ausgelegt. In den bootsförmigen Rumpf kann das Bugrad eingezogen und das Hauptfahrwerk seitlich hochgeklappt werden. Die nach unten weisenden Tragflächenenden waren  als Stützschwimmer vorgesehen. In der geschlossenen Kabine befanden sich zwei Sitze nebeneinander, dahinter der Motor, der einen Druckpropeller antreiben sollte. Die Konstruktion bestand aus geschweißten Stahlrohren und Verbundwerkstoffen, das Tragflächenmittelstück bestand aus Aluminium.

## Technische Daten
| Kenngröße             | Daten                                  |
| --------------------- | -------------------------------------- |
| Besatzung             | 1                                      |
| Passagiere            | 1                                      |
| Länge                 | ? m                                    |
| Spannweite            | 10 m                                   |
| Höhe                  | ? m                                    |
| Flügelfläche          | ? m²                                   |
| Leermasse             | 400 kg                                 |
| max. Startmasse       | 700 kg                                 |
| Reisegeschwindigkeit  | 180 km/h                               |
| Höchstgeschwindigkeit | 220 km/h                               |
| Dienstgipfelhöhe      | ? m                                    |
| Reichweite            | 10 Stunden                             |
| Triebwerke            | 1 × modifizierter PKW-Motor mit 110 kW |